# Agrotis postmarginata
Agrotis postmarginata là một loài bướm đêm trong họ Noctuidae.